# Finanzen Verlag
Die Finanzen Verlag GmbH war ein deutscher Verlag mit Sitz in München.

## Publikationen
Im Verlag erschienen insbesondere
- €uro: Monatsmagazin mit dem Schwerpunkt Wirtschaft und Geld. Chefredaktion: Jens Castner[1], Peter Gewalt[2], Markus Hinterberger[3]
- €uro am Sonntag: Finanzzeitung mit dem Schwerpunkt Geldanlage und Vermögensaufbau. Erscheinungstag: Samstag. Chefredaktion: Jens Castner, Peter Gewalt, Markus Hinterberger
- Courage: Geld- und Karrieremagazin für Frauen[4]
- Börse Online: Anlegermagazin und  Internetportal mit dem Schwerpunkt Aktien und Handelsstrategie. Erscheinungstag: Donnerstag. Chefredaktion: Jens Castner, Peter Gewalt, Markus Hinterberger
- Tichys Einblick: monatlich erscheinendes wirtschaftsliberal-rechtspopulistisches Online-Meinungsmagazin, herausgegeben von Roland Tichy

Zum Portfolio gehörten darüber hinaus der B2B-Titel TiAM sowie digitale Börsenbriefe.

## Geschichte
Der Finanzen Verlag wurde 1990 gegründet. Am 26. Januar 1990 erschien die erste Ausgabe des Monatsmagazins Finanzen. 1996 erwarb die Axel Springer AG 74,9 Prozent am Verlag. 1998 wurde die erste Ausgabe der wöchentlichen Finanzzeitung €uro am Sonntag herausgegeben, die sich an Privatanleger richtet.
2001 kaufte Springer die restlichen Anteile und benannte den Verlag in Axel Springer Finanzen Verlag später AS Financial Media um. Ende 2004 übernahm das Unternehmen die Monatszeitschrift DM-Euro von der Verlagsgruppe Handelsblatt und legte sie mit dem Magazin Finanzen zusammen. Ab Januar erschien das neue Magazin unter dem Namen €uro.
Im Zuge des Digitalisierungskurses zog sich Springer 2010 auch aus dem Segment der gedruckten Wirtschaftsmedien zurück und verkaufte die Zeitschriften an eine Beteiligungsgesellschaft, die den Verlag mit dem bisherigen Geschäftsführer Frank-Bernhard Werner fortsetzte. 2013 übernahm der Verlag das Anlegermagazin Börse Online sowie das Internetportal boerse-online.de von Gruner + Jahr.
2016 beteiligte sich der Finanzen Verlag an der Tichys Einblick GmbH, in der die Meinungsseite tichyseinblick.de erscheint. Ab Oktober 2016 gab der Finanzen Verlag das gleichnamige Print-Magazin heraus. Nachdem dessen Herausgeber Roland Tichy im Herbst 2020 wegen darin veröffentlichter sexistischer Ausfälle in die Kritik geraten war, schrieb der Betriebsrat des Verlags einen Brief an Verlagschef Werner, da die Belegschaft um den Ruf der Firma durch diese Beteiligung fürchtete. Werner begründete diese alleine mit finanziellen Interessen, kündigte aber an, dass man zukünftig noch aufmerksamer sein werde, um Aussagen  „mit sexistischer oder rassistischer Konnotation“  zu vermeiden.
Im November 2021 übernahm die Börsenmedien AG den Verlag. Im September 2022 gab die Börsenmedien AG gibt den Zusammenschluss mit der Finanzen Verlag GmbH bekannt.